# Ambrosius Bosschaert
Ambrosius Bosschaert el Viejo [ˈbɔsχaːɾt] (Amberes, 18 de enero de 1573-La Haya, 1621) fue un pintor flamenco por nacimiento, que produjo la mayor parte de su obra en la actual Holanda. Es conocido sobre todo por sus coloridos bodegones con ramos de flores.
Bosschaert comenzó su carrera después de 1588 en Amberes. De 1593 a 1613 trabajó en Middelburg; más tarde en Utrecht (desde 1616) y Breda.
Se considera uno de los pioneros en el tratamiento de los bodegones de flores como género propio dentro del arte neerlandés. Por su exactitud y el equilibrio de sus colores puede compararse con el pintor contemporáneo Jan Brueghel el Viejo.
Su estilo fue desarrollado posteriormente por sus tres hijos: Ambrosius Bosschaert el Joven, Abraham (1612-1635) y Johannes, así como por su yerno Balthasar van der Ast.

## Obras destacadas

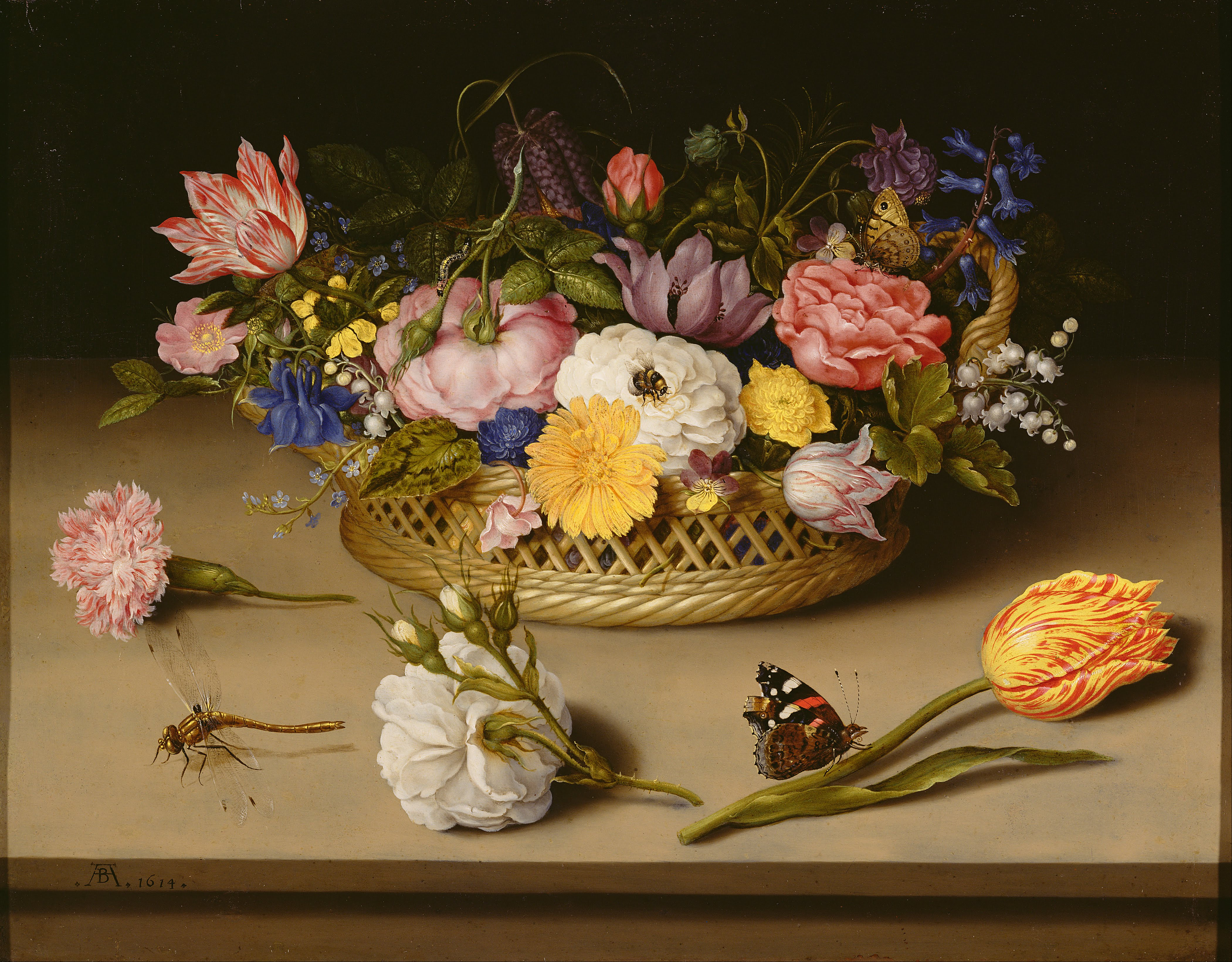
Bodegón con flores, 1614, J. Paul Getty Museum, Los Angeles
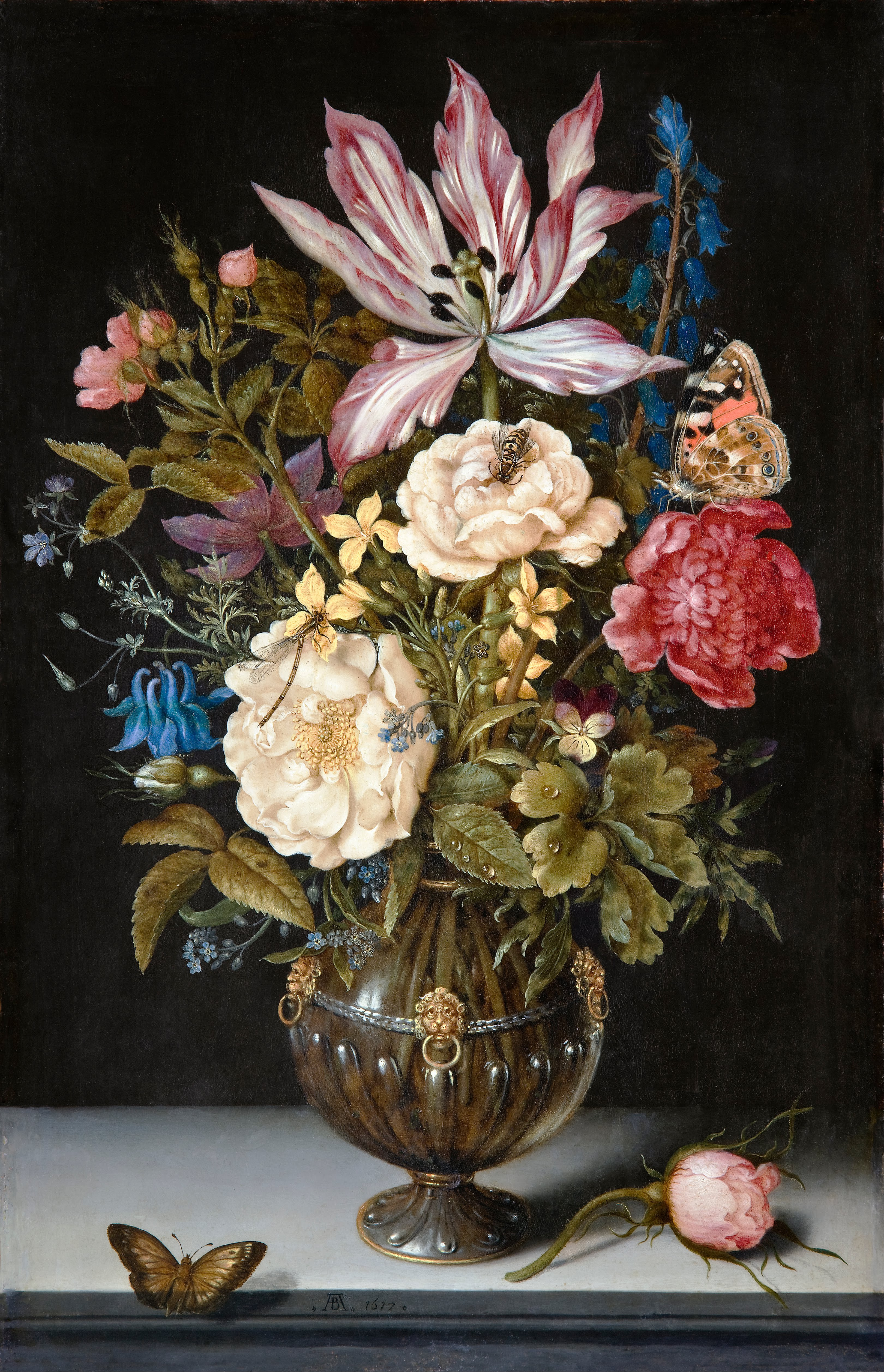
Bodegón con flores, 1617, Palacio Museo Hallwyl, Estocolmo.
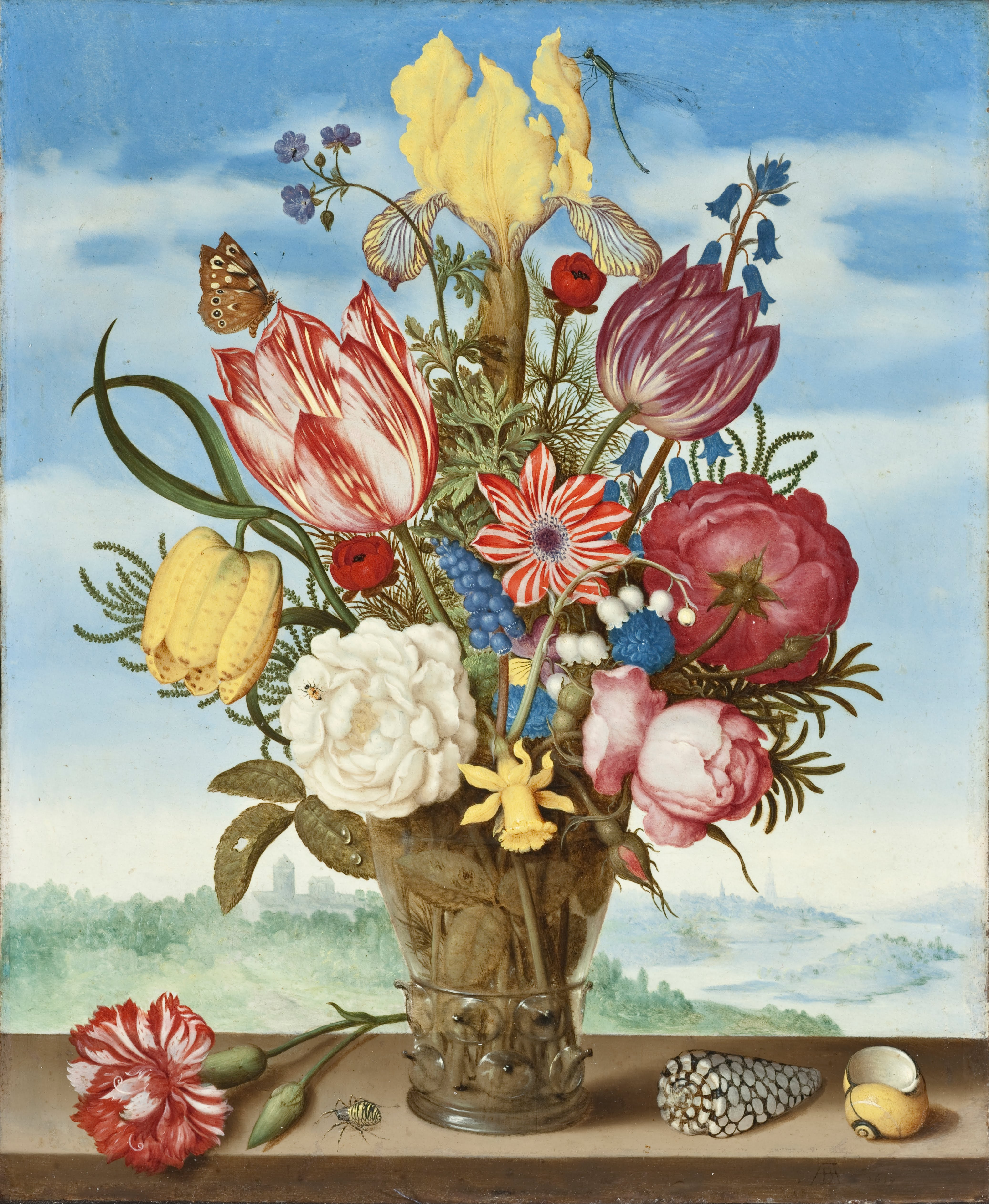
Ramo de flores en una repisa, 1619, Museo de Arte del Condado de Los Ángeles.
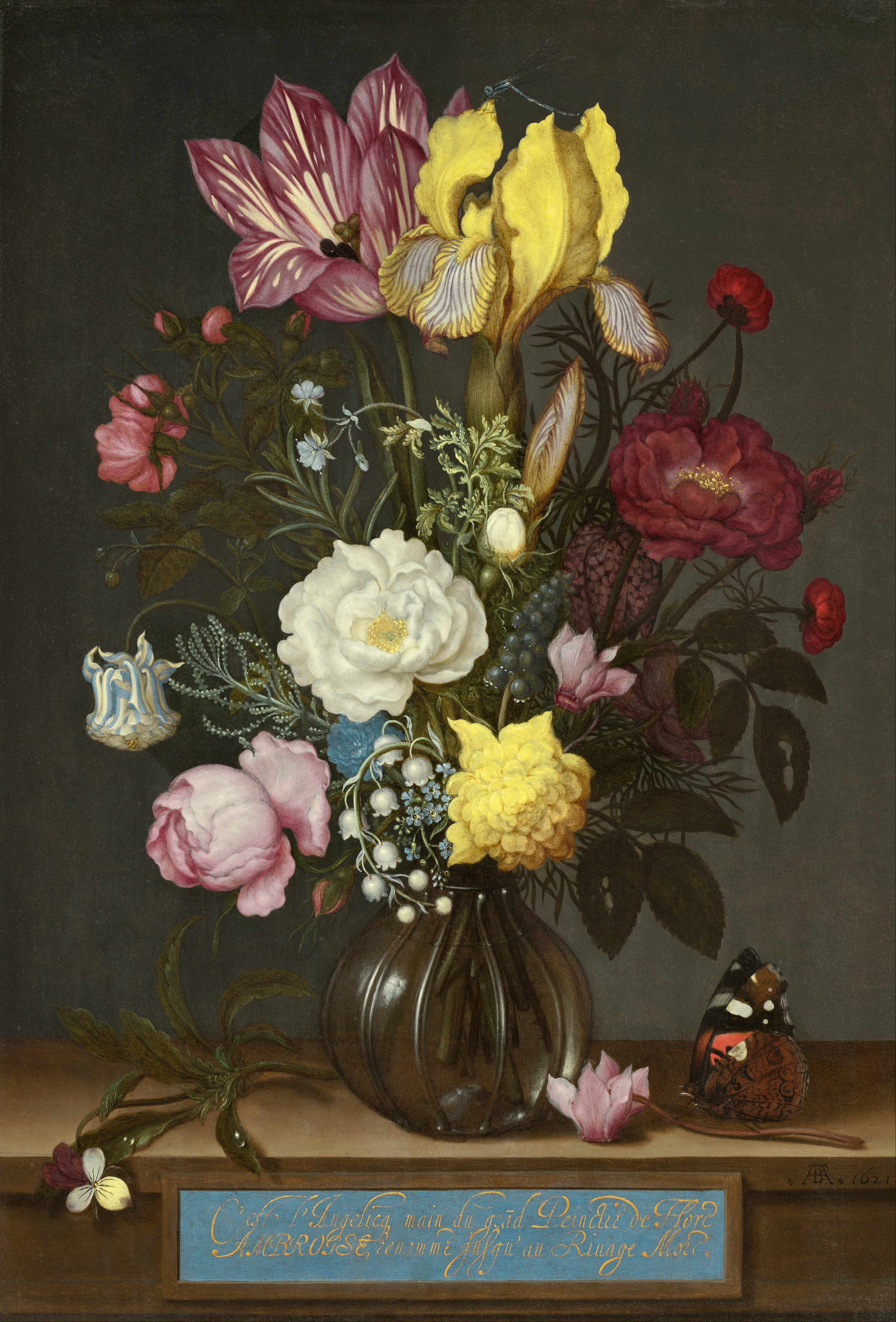
Flores en jarrón de cristal, 1621, National Gallery of Art, Washington D.C.